# Владимир Маланчец
Др Владимир Маланчец (Копривница, 1898 — 1985, Копривница) био је хрватски политичар, пројугословенски оријентисан, колекционар уметничких дела, који ће остати запамћен по легату који је оставио Музеју у Копривници.

## Живот и каријера
Рођен је у Копривници, као најстарији од троје деце, поред сестре Мире и млађег брата Федора. Основну школу (и нижу реалну гимназију) завршио је у Копривници, а вишу реалну гимназију у Загребу, где је потом студирај права. Након што је докторирао правне науке 1921. године на Правословном факултету Свеучилишта у Загребу, вратио се у Копривницу у којој је радио као краљевски котарски пристав Котарске области у Копривници.
Као хуман и образована особа Владимир Маланчец се у јавном животу Копривнице ангажовао почев од 1919. године. У два наврата, прво 1928. године када је забран у градско веће на листи ХСС-а, али његов мандат није верификован јер је био премлад, а потом и 1932. године. Након избора 1928. године, изабран је за градоначелника Копривнице, али након сукоба унутар странке изгубио је функцију градоначелника и напустио ХСС. Након проглашења диктатуре 6. јануара, стао је на страну режима, а 26. априла 1929. вратио се на место градоначелника. 
Заједно с Павлом Домбајем из Дрња изабран је за заветника 1930. године, а 1931. ушао је у Народну скупштину у Београду на режимској листи (заменик му је био Павао Домбај), а напустио место градоначелника. Након тога придружио се новој режимској политичкој формацији - Југословенској радикалној сељачкој демократији (ЈРСД), која је настојала да окупи политичке људе из три бивше највеће политичке партије - Радикалне, Демократске и ХСС, и постао њен вођа за Копривнички округ. 
Када је Странка 1933. године променила име у Југословенска национална странка (ЈНС), Маланчец се 1935. године кандидовао за кандидата Југословенска национална странка (Домбај је поново био његов заменик), али је постигао изузетно лош изборни резултат - освојио је само 0,12% гласова у копривничком округу, јер су га гласачи казнили због његових политичких активности на страни режим за време диктатуре. Након тога (и из низа других разлога), разочаран, трајно се повукао из политике и остао је неко време само члан копривничког градског већа. 
У приватном животу др Владимир Маланчец био је велики љубитељ уметност, и члан готово свих међуратних хуманитарних, каритативних, певачких, спортских и других копривничких друштава. Бавио се новинарством и издавачком дјелатношћу (једно време је био издавач Подравских новина), а радио је и као главни уредник листа „Демократ” и уредник ”Копривничке” и „Соколске фанфаре”.
Када је напустио државну службу радио је у адвокатској канцеларију код оца Матије Маланчеца.  
У првим годинама Другог светског рата након успостављања Независне државе Хрватске, био је,
због пројугославенске оријентације затваран је у усташким логорима Даница и Јадовно, одакле је само пуким случајем спашен и пребачен у загребачки затвор, из којег је успео да побегне. Након бекства из затвора живео је у илегали све до краја Другог светског рата. 
По повратку из илегале у Копривницу бавио се једно време адвокатском праксом и паралено зарађеним новцем сакупљао уметничке предмете и нумизматику.
Након Другог светског рата живео је као повучена особа, ван свих друштвених активности, и одвојено од јавног живота све до своје смрти 22. јула 1985. године.

## Владимир као донатор
Пре него што је премину завештао је кућу са уметничком збирком општини Копривница и Музеју града Копривнице.
Поред покретних добара Владимир је донирао Копривници и кућу породице Маланчец коју је по наруџби донаторовог оца, адвоката др Матије Маланчеца 1902. године пројектовао загребачки грађевинар Ђуро Царнелути (1854-1928).
Објект, данас Музеј је по концепцији грађанска кућа, на периферији Копривнице, саграђена у низу са бочно постављеним вртом затвореног типа и задњим двориштем, воћњаком и повртњаком. Приземље куће за живота две генерације Маланчецкових имало је јавну и породичну намену. Наиме у њеном приземљу налазила се позната адвокатска канцеларија са одвојеним улазом, док је стамбени простор на првом спрату био прилагођен начину живота добростојеће копривничке грађанске породице.
У овој згради је данас стална музејска поставка Музеја града Копривнице, позната под називом „Кућа Маланчец” у којој су музејских предмети груписани у мање целине Тиме је сачуван изузетан колекционарски дух породице Маланчец између 1850. и 1950. године, кроз две генерације, уз нагласак који је стављен на естетске домете, културу, уметност и историју једног прошлог времена.